# Last Rites
Last Rites (bra: Ritual de Sangue) é um filme estadunidense de 1988, do gênero drama de ação policial, dirigido e escrito por Donald Bellisario e estrelado por Tom Berenger.

## Elenco
- Tom Berenger como padre Michael Pace
- Daphne Zuniga como Angela
- Chick Vennera como Nuzo
- Anne Twomey como Zena
- Dane Clark como Don Carlo
- Paul Dooley como padre Freddie
- Vassili Lambrinos como Tío
- Adrian Paul como Tony
- Deborah Pratt como Robin Dwyer
- Tony DiBenedetto como tte. Jericho
- Troian Bellisario como filha do Nuzo